# Куркир
Куркир (фр. Courcuire) насеље је и општина у источној Француској у региону Франш-Конте, у департману Горња Саона која припада префектури Везул.
По подацима из 2011. године у општини је живело 134 становника, а густина насељености је износила 18,98 становника/km². Општина се простире на површини од 7,06 km². Налази се на средњој надморској висини од 282 метара (максималној 355 m, а минималној 266 m).

## Демографија
| 1962. | 1968. | 1975. | 1982. | 1990. | 1999. | 2011. |
| ----- | ----- | ----- | ----- | ----- | ----- | ----- |
| 60    | 63    | 85    | 104   | 112   | 129   | 134   |

График промене броја становника у току последњих година